# Sowjetisches Ehrenmal (Braunschweig)

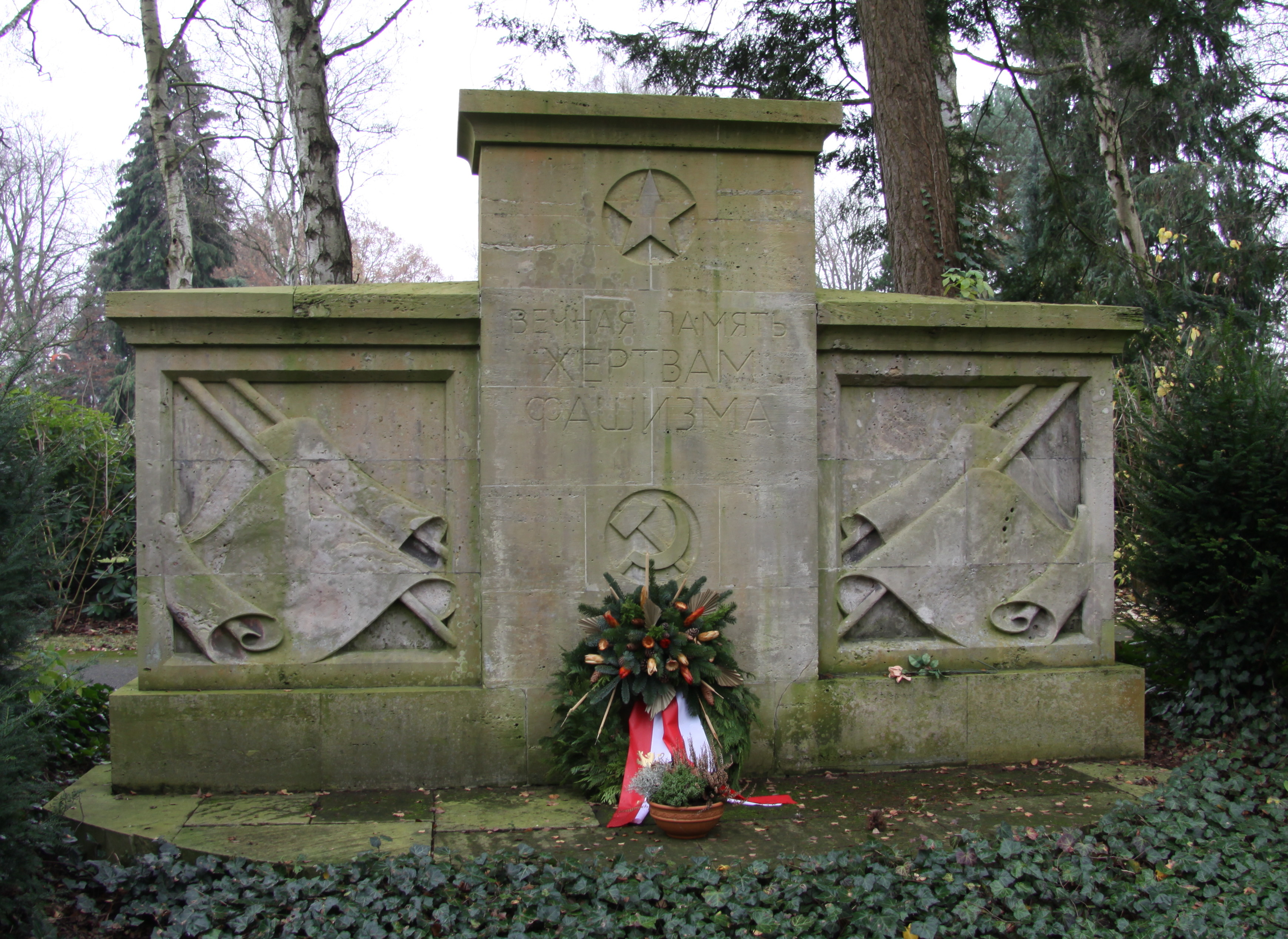
Sowjetisches Ehrenmal auf dem Ausländerfriedhof Braunschweig
(Aufschrift in Deutsch etwa: Gedenkstätte der Opfer des Faschismus)

Dieses Sowjetische Ehrenmal befindet sich auf einem Teil des Stadtfriedhofs Braunschweig, dem sogenannten Ausländerfriedhof. Errichtet und eingeweiht wurde es auf Initiative der Repatriierungsabteilung der Stadt Braunschweig am 13. November 1945.

## Lage und Bedeutung

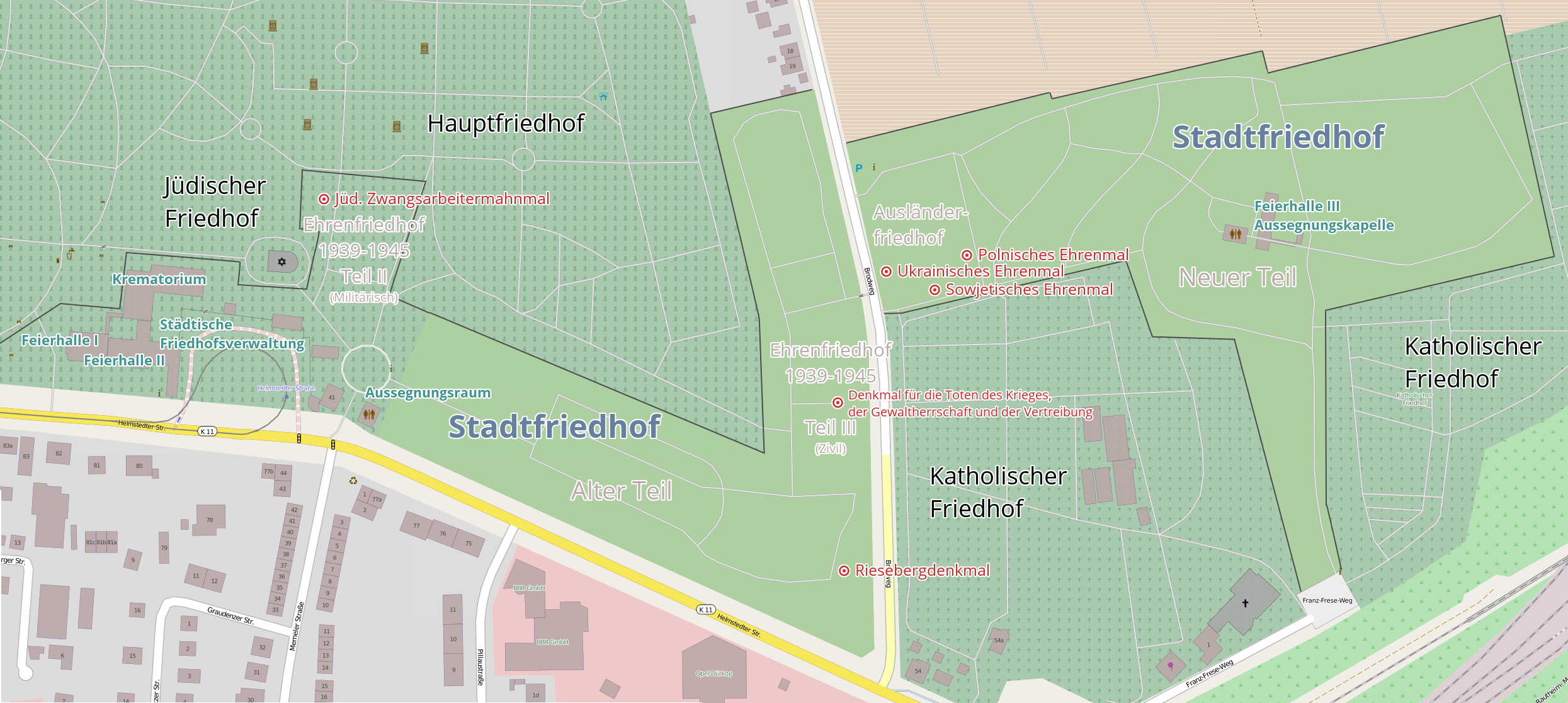
Lagekarte der Ehrenmale auf dem Friedhof

Das Sowjetische Ehrenmal in Braunschweig befindet sich im Süden auf dem Ausländerfriedhof, der vom Brodweg aus erreichbar ist. Auf dem Ausländerfriedhof, der von 1939 bis 1954 belegt wurde, sind 1211 ausländische Staatsangehörige begraben, die meisten davon sind Zwangsarbeiter und Kriegsgefangene sowjetischer (833) und polnischer (351) Herkunft. In Einzelgräbern wurden 698 der ausländischen Staatsangehörigen bestattet. 513 Personen, die meisten Opfer des Bombenangriffs auf Braunschweig am 15. Oktober 1944, ruhen in einem Massengrab.
Auf dem Ausländerfriedhof befinden sich weitere steinerne Ehrenmale, das Polnische und Ukrainische Ehrenmal, die sich in unmittelbarer Nähe des Sowjetischen Ehrenmals jeweils östlich und westlich davon befinden.

## Beschreibung des Denkmals
Das Ehrenmal, das aus zwei Seitenteilen und einem erhöhten Mittelteil aus großen Elmkalkstein-Quadern zu einer Gesamtheit aufgemauert ist, ruht auf einem sich über dem Boden befindlichen Steinpodest. Den oberen Abschluss des Mahnmals bilden je eine mit einer Hohlkehle profilierte Abdeckung. Die Sichtseiten des Denkmals aus Stein sind geglättet.
In das mittlere, erhöhte Denkmalteil ist der Text Gedenkstätte der Opfer des Faschismus in kyrillischer Schrift nutförmig vertieft eingeschlagen. Die sowjetischen Symbole, Hammer und Sichel und fünfzackiger Stern, treten aus einer kreisrunden vertieften Fläche hervor. Auf den beiden Seitenteilen befinden sich je zwei gesenkte Fahnen – Trauersymbole für Gefallene – in den Stein geschlagen. An einer Fahne auf dem linken Teil des Ehrenmals deuten kaum erkennbare rote Farbreste (2014) darauf hin, dass das Mahnmal ursprünglich farblich gefasst war. Es gibt auch kleine schwach erkennbare schwarze Farbreste. Auf dem rechten Seitenteil befinden sich auf einer Fahne mehrere aneinander sichelförmig angeordnete kleine Bohrlöcher, die möglicherweise zur Befestigung eines Symbols dienten.

## Schrifttext

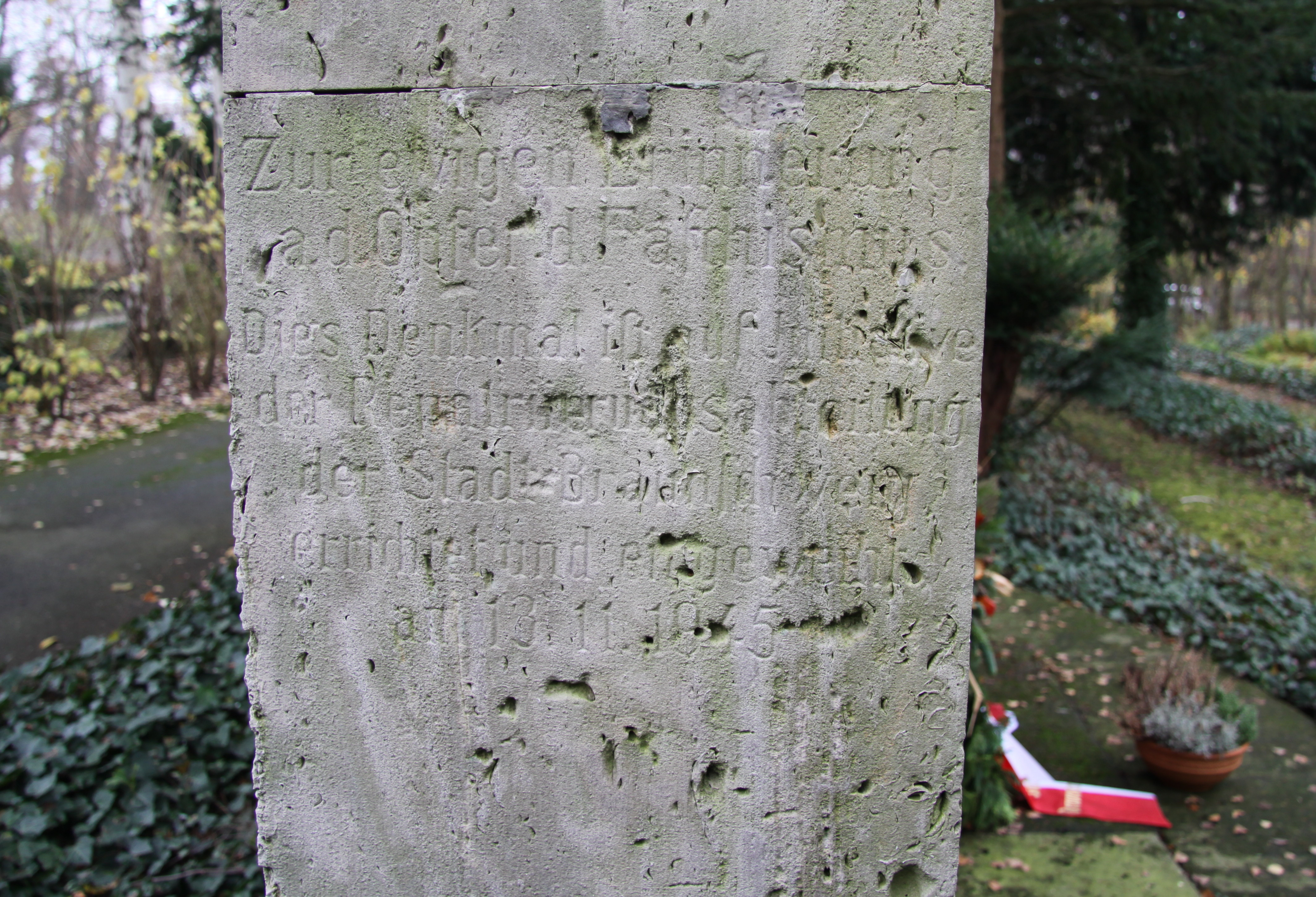
Schrifttext am Sowjetischen Ehrenmal, der kaum lesbar verwittert ist

Auf der Ostseite des Ehrenmals ist folgender Schriftzug in deutscher Sprache lesbar, der stark verwittert ist:
    Zur ewigen Erinnerung

  a. d. Opfer d. Faschismus.

Dies Denkmal ist auf Initiative

 der Repatriierungsabteilung

   der Stadt Braunschweig

   errichtet und eingeweiht

      am 13. 11. 1945.
Auf der Westseite befindet sich der identische Text in kyrillischer Schrift.